# Verdrag inzake beperking van aansprakelijkheid voor maritieme vorderingen
Het Verdrag inzake beperkingen van aansprakelijkheid voor maritieme vorderingen (Convention on Limitation of Liability for Maritime Claims, LLMC-verdrag) werd samengesteld op 19 november 1976 te Londen en gewijzigd door het LLMC-protocol op 2 mei 1996. Het doel van dit verdrag bestaat uit het beperken van aansprakelijkheidsvordering voor scheepseigenaars, hulpverleners en hun verzekeraars.
Het verving het Aansprakelijkheidsbeperkingsverdrag uit 1957 van het CMI.

## LLMC-conventie
Het verdrag inzake beperkingen van aansprakelijkheid voor maritieme vorderingen is opgedeeld in 5 hoofdstukken. In deze hoofdstukken wordt besproken wie recht heeft op de aansprakelijkheidsbeperking, bij welke vorderingen dit het geval is, het duidt de grenzen van de aansprakelijkheid vast en regelt de vereffening van de vorderingen. Elk hoofdstuk is verder onderverdeeld in artikels.

### Hoofdstuk 1: het recht op beperking
- artikel 1:Personen die gerechtigd zijn hun aansprakelijkheid te beperken
- artikel 2:Vorderingen vatbaar voor beperking
- artikel 3:Vorderingen uitgezonderd van beperking
- artikel 4:Gedragingen die de beperking opheffen
- artikel 5:Verrekening van vorderingen

### Hoofdstuk 2: bepaling van de aansprakelijkheid
De algemene limieten voor vorderingen worden gesteld. Eveneens wordt een grens gesteld voor vorderingen van passagiers en de bepaling van de gebruikte rekeneenheden, de zogenaamde speciale trekkingsrechten.

### Hoofdstuk 3: het beperkingsfonds
Iedereen die aansprakelijk wordt gesteld heeft het recht een fonds op te richten. Dit fonds kan gevormd worden door een geldsom te storten en/of door het stellen van een garantie.

### Hoofdstuk 4: toepassingsgebied
Hier wordt duidelijk omschreven wanneer het verdrag van toepassing is.

### Hoofdstuk 5: slotbepalingen
Het verdrag inzake beperkingen van aansprakelijkheid voor maritieme vergoeding staat open voor ondertekening door alle staten op het hoofdkwartier van de IMO. De datums betreft het inwerking treden van dit verdrag zijn ook in dit hoofdstuk terug te vinden.

## Wijziging door LLMC-protocol
Op 2 mei 1996 werd het verdrag door het LLMC-protocol gewijzigd. De volgende aanpassingen werden gemaakt:
- Vorderingen gegrond op artikel 14 werden uitgesloten van beperkingen voor aansprakelijkheid.
- Aansprakelijkheidsgrenzen werden verhoogd.
- Betreft vorderingen omtrent dood of lichamelijk letsel van passagier van een schip, bestaat de mogelijkheid om alles te regelen via het aansprakelijkheidssysteem van de nationale regelgeving. Indien deze aansprakelijkheidsgrens niet lager ligt dan die van het LLMC-protocol van 1996.
- Staten kunnen een voorbehoud maken om vorderingen die onder het HNS-verdrag (Internationaal Verdrag inzake aansprakelijkheid en vergoeding voor schade in verband met het vervoer over zee van gevaarlijke en schadelijke stoffen) vallen uit te sluiten, dankzij artikel 7 van het LLMC-protocol van 1996.
- Vereenvoudigde procedure voor de wijziging van de aansprakelijkheidsgrenzen.